# سفيتلانا كيتوفا
سفيتلانا ألكسندروفنا كوتوفا (الروسية: Светлана Александровна Китова) هي عداءة مسافات متوسطة سوفيتية روسية طاجسكتانية ولدت في يوم 25 يونيو 1960 في مدينة دوشانبي عاصمة طاجكستان، إختصت بسباقات ال800 متر و1500 متر، وأبرز إنجازاتها هو فوزها بالميدالية الذهبية في بطولة أوروبا لألعاب القوى داخل الصالات 1983 في بودابست في سباق 800 متر، كما فازت بالميدالية الذهبية في بطولة أوروبا لألعاب القوى داخل الصالات 1986 في مدريد في سباق 1500 متر، وثم فازت بالميدالية الفضية في بطولة 1987 في ليفين في فرنسا في سباق 1500 متر، وثم فازت بالميدالية البرونزية بنفس في بطولة العالم لألعاب القوى داخل الصالات 1987 في إنديانابوليس، وفي بطولة العالم لألعاب القوى داخل الصالات 1989 في بودابست فازت بالميدالية الفضية، أفضل رقم شخصي لها في سباق 1500 متر هو 4:01.02 دقائق سجلته في كييف في أغسطس 1988. في 20 نوفمبر 2015 أعلن عن وفاتها.

## روابط خارجية
- سفيتلانا كيتوفا على موقع الاتحاد الدولي لألعاب القوى (الإنجليزية)